# Chrysophyllum colombianum
Chrysophyllum colombianum är en tvåhjärtbladig växtart som först beskrevs av André Aubréville, och fick sitt nu gällande namn av Terence Dale Pennington. Chrysophyllum colombianum ingår i släktet Chrysophyllum och familjen Sapotaceae. Inga underarter finns listade i Catalogue of Life.